# Дза
Ձ, ձ (арм. ձաо файле дза, з.-арм. ца) — семнадцатая буква армянского алфавита. Создал Месроп Маштоц в 405—406 годах.

## Использование
В восточноармянском языке обозначает звук [d͡z], а в западноармянском — [t͡sʰ]. Числовое значение в армянской системе счисления — 80.
В системах романизации армянского письма передаётся как j (ISO 9985), dz (BGN/PCGN, ALA-LC для восточноармянского), ts (ALA-LC для западноармянского). В восточноармянском шрифте Брайля букве соответствует символ ⠣ (U+2823), а в западноармянском — ⠬ (U+282C).

## Кодировка
И заглавная, и строчная формы буквы дза включены в стандарт Юникод начиная с версии 1.0.0 в блоке «Армянское письмо» (англ. Armenian) под шестнадцатеричными кодами U+0541 и U+0571 соответственно.

## Галерея

Округлый еркатагир
Прямолинейный еркатагир
Болоргир
Нотргир
Шхагир